# 卓琳
卓琳（たく りん、英語：Zhuo Lin、1916年4月6日 – 2009年7月29日）は、中国の最高指導者であった鄧小平の夫人。

## 経歴
雲南省曲靖市宣威市の実業家の家系に生まれる。1937年、北京大学在学中に延安に赴き革命運動に参加。1938年4月に中国共産党に入党。1939年、鄧小平の3番目の妻となる。1943年9月、党中央北方局秘書処新聞材料室組長、1950年3月、党中央西南局人民小学校長、1952年、党中央秘書処機要秘書を歴任。
1966年から始まった文化大革命では鄧小平が失脚。夫と共に江西省新建区に渡りトラクター修理工場で働いた。
1973年、国務院弁公庁機要秘書。1979年1月、中央軍事委員会弁公庁顧問。
1997年、亡くなった夫に代わり香港返還式典に出席。
2009年7月29日、北京にて死去。93歳没。